# Hexakvark
Hexakvarky jsou velká rodina hypotetických složených subatomárních částic, které se mohou skládat z celkem šesti kvarků a/nebo antikvarků jakýchkoli vůní s celkovým nulovým barevným nábojem. Patří do kategorie tzv. exotických hadronů.
Podmínka nulového barevného náboje umožňuje několik způsobů, jak kvarky a antikvarky zkombinovat. Hexakvark může obsahovat dvě trojice kvarků (qqq + qqq) připomínající dva baryony svázané dohromady, pak se nazývá dibaryon (resp. antidibaryon jako jeho antikvarková obdoba qqq + qqq). Může také obsahovat tři kvarky a tři antikvarky připomínající buď vázaný tetrakvark (qqqq) a mezon (qq), nebo tři svázané mezony (qq + qq + qq), případně baryon vázaný s antibaryonem (qqq + qqq). Základní dibaryonový stav se podle teoretických výpočtů jeví jako potenciálně stabilní, naopak kombinace tří kvarků a tři antikvarků jsou na samé hranici stability (pokud ne za ní), přičemž stabilnější by měla být kombinace připomínající vázaný tetrakvark a mezon.

## Dibaryony
S první dibaryonovou hypotézou přišel již v r. 1976 Robert Jaffe, který navrhl možnost existence potenciálně stabilního „dihyperonu H“, složeného z kvarků u, d, s, u, d, s jakožto vázaný stav dvou hyperonů Λ.
Pokud by byly v nějaké reakci dibaryony vytvořeny, předpokládá se, že budou přinejmenším v základním (neexcitovaném) stavu relativně stabilní (v řádech běžných pro baryonové rezonance) vzhledem k rozpadu na dva baryony.
Bylo navrženo několik experimentů s cílem pozorovat dibaryonové rozpady a interakce. Několik možných rozpadů bylo pozorováno v 90. letech, ale ani v roce 2016 nejsou tato pozorování potvrzena.
V roce 2014 byla zjištěna přítomnost potenciálního dibaryonu v Forschungszentrum Jülich na energii 2380 MeV. Částice d*(2380) existovala po dobu zhruba 10−23 sekund.
V roce 2023 byla publikována studie, která dává silnou podporu existenci dibaryonu D6b tvořeného šesti kvarky b se strukturou dvou vázaných baryonů Ωbbb.

## Přirozený výskyt hexakvarků
Existuje teorie, podle níž by mohly částice jako jsou hyperony a dibaryony tvořit vnitřek neutronových hvězd, což by měnilo poměr hmotnosti a průměru těchto objektů způsobem, který by mohl být detekovatelný. Naopak měření neutronových hvězd stanovuje některé limity pro vlastnosti dibaryonů. Velká část neutronů by se mohla přeměnit na hyperony a ty následně sloučit do dibaryonů během rané fáze jejího zhroucení na černou díru. Tyto dibaryony by se rychle rozpadaly na kvark-gluonové plazma během kolapsu nebo na nějaké dosud neznámé skupenství.
Hexakvarky jsou potenciálním kandidátem na temnou hmotu.